# 1702 год в искусстве
События 1702 года в искусстве:
- Завершение строительства храма Ньятапола[англ.] в Непале во время правления короля Бхупатиндры Малла[англ.].

## Произведения
- «Портрет Жака-Бениня Боссюэ» кисти Иасента Риго. Холст, масло. 240 × 165 см. Лувр, Париж.
- «Пьяницы» кисти Корнелиса Дусарта. Холст, масло. 48 × 56 см. Музей Франса Халса, Харлем.
- «Создание человека Прометеем с помощью Минервы» кисти Луи де Сильвестра. Холст, масло. Музей Фабра, Монпелье.
- «Диана и нимфы» кисти Виллема ван Мириса. Холст, масло. Государственный музей Твенте, Энсхеде.
- «Сражение в бухте Виго[англ.]» кисти Людольфа Бакхёйзена. Холст, масло. 48,3 × 68,6 см. Национальный морской музей, Лондон.
- «Меркурий верхом на Пегасе» работы Антуана Куазево. Каррарский мрамор. 315 × 291 × 128 см. Лувр, Париж.
- «Ирисы» кисти Огаты Корина. Чернила, бумага. 150,9 × 338,8 см (обе ширмы). Музей Нецу[англ.], Токио. Входит в список картин — Национальных сокровищ Японии.

Произведения 1702 года
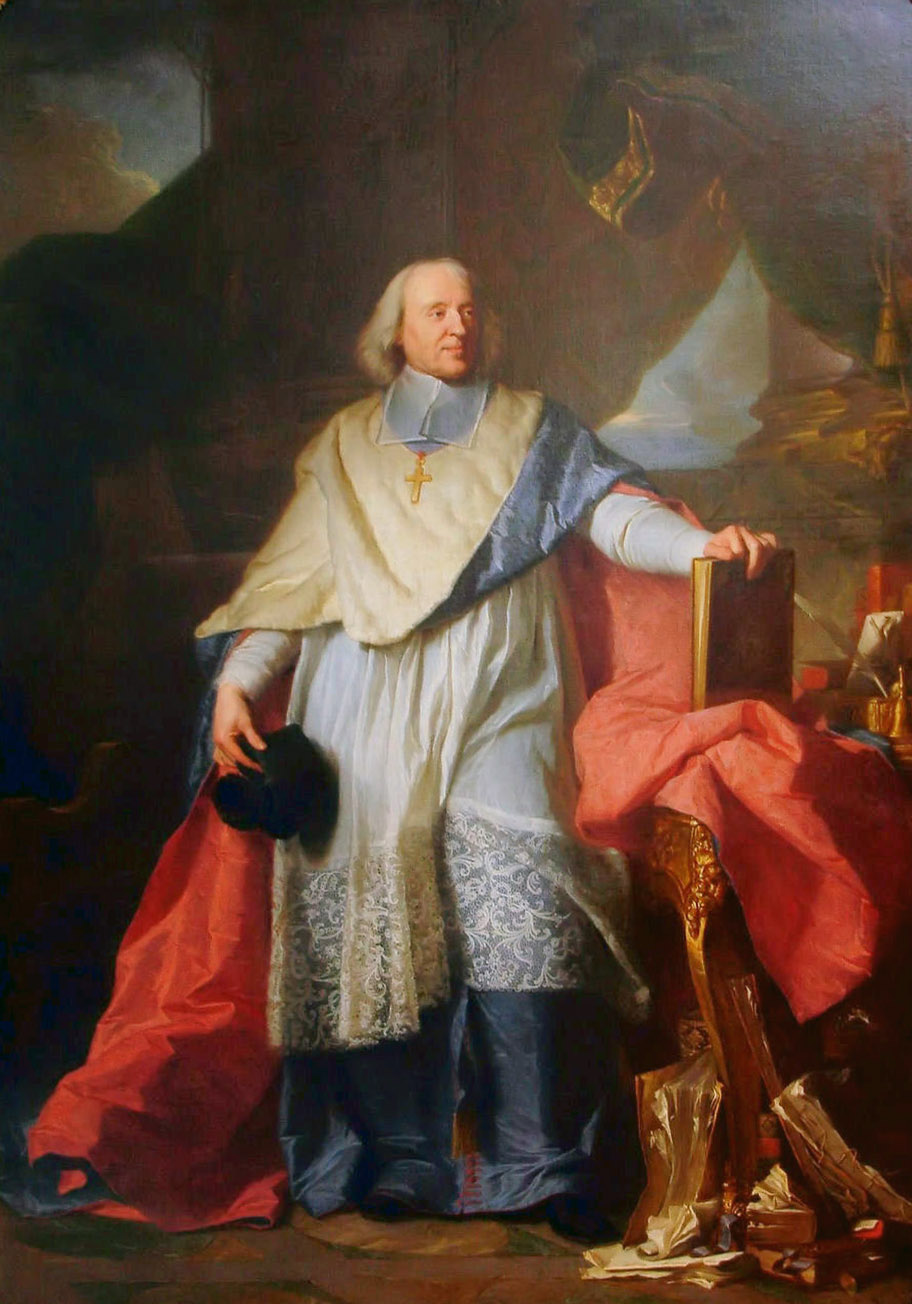
И. Риго. Портрет Жака-Бениня Боссюэ
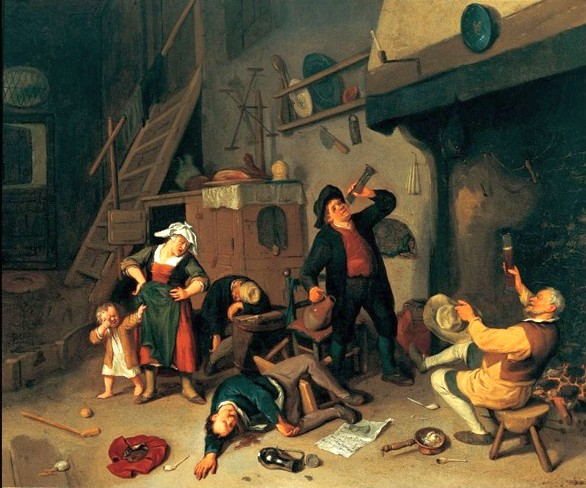
К. Дусарт. Пьяницы
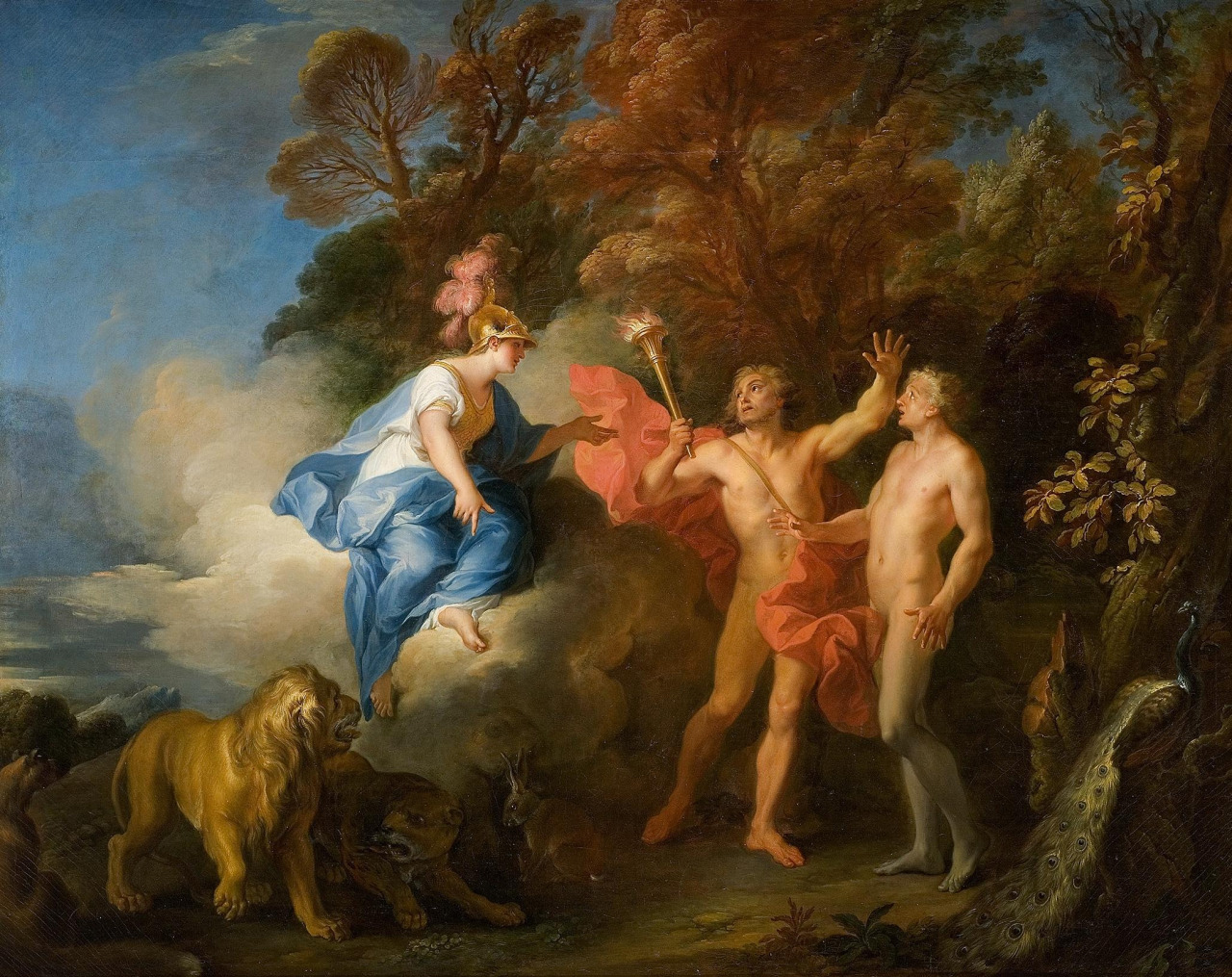
Л. де Сильвестр.  Создание человека Прометеем с помощью Минервы
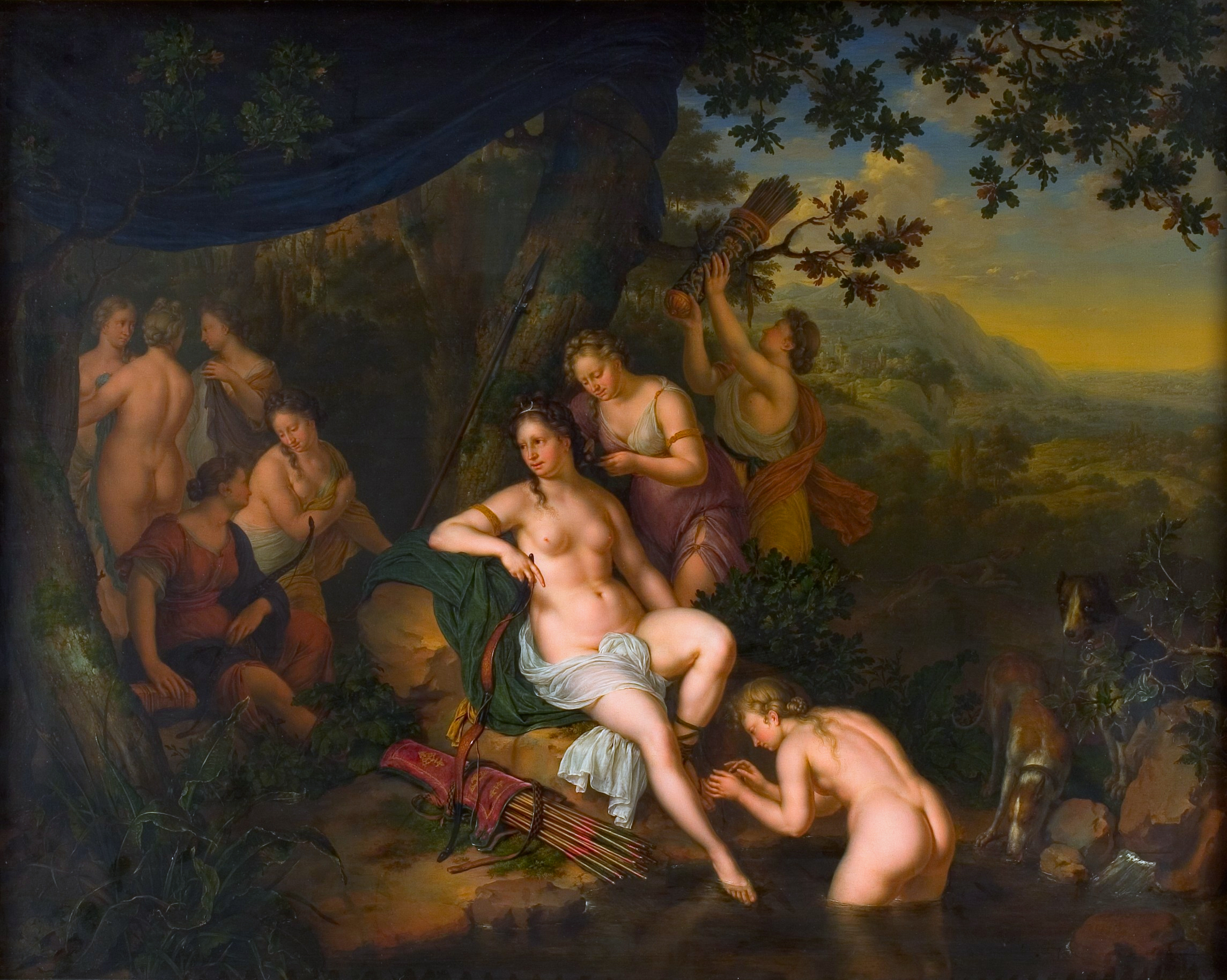
В. ван Мирис. Диана и нимфы
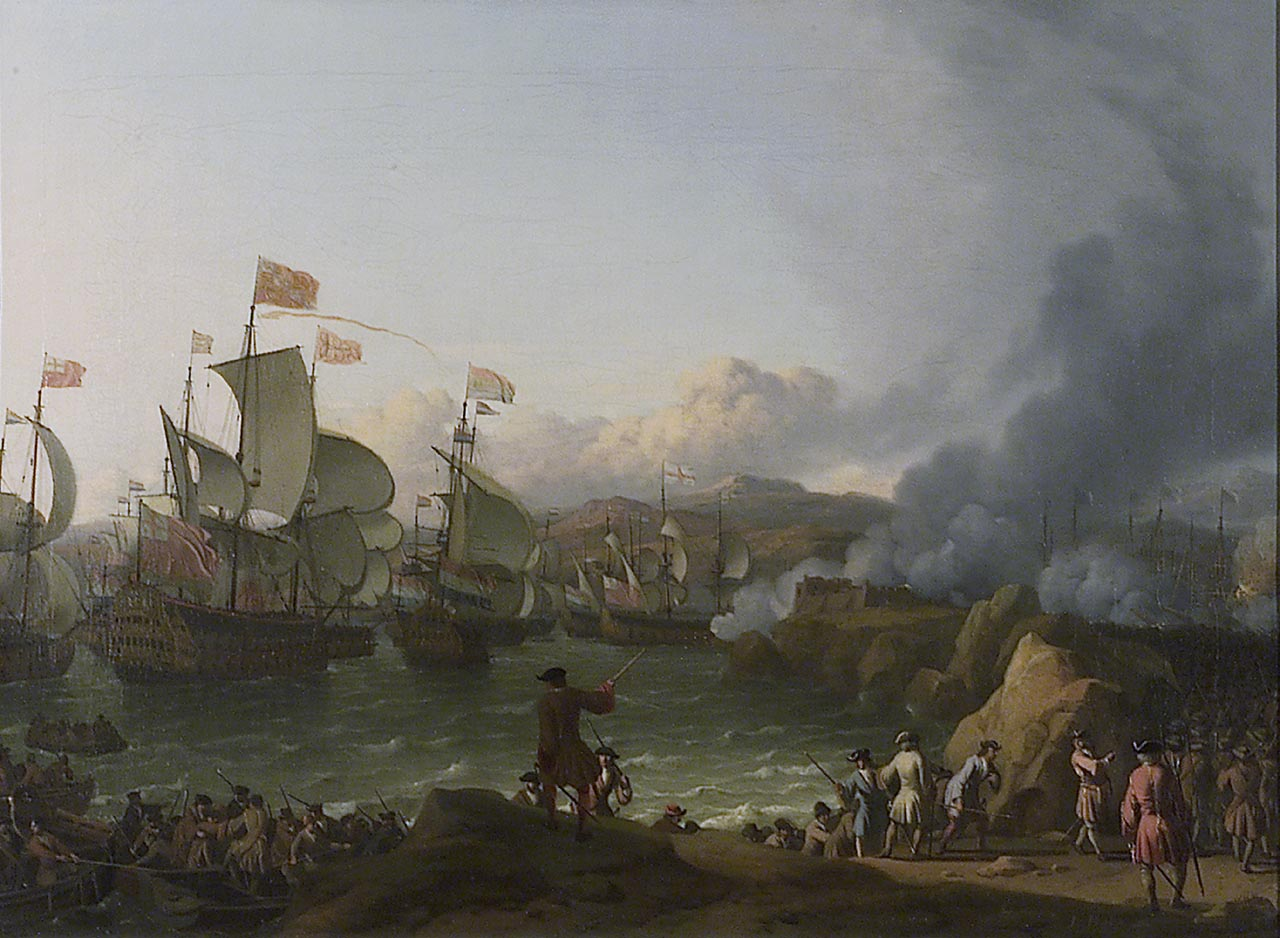
Л. Бакхёйзен. Сражение в бухте Виго
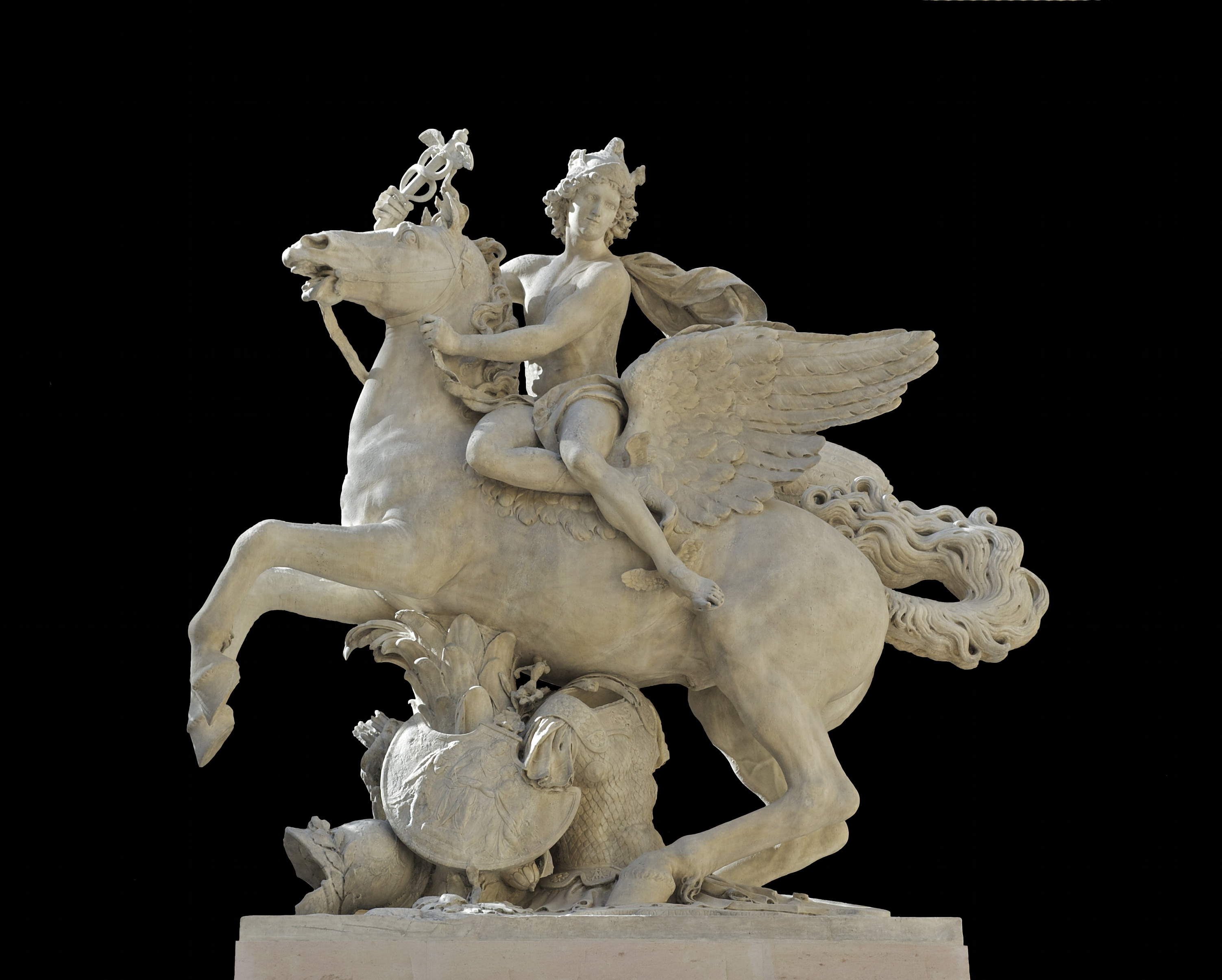
А. Куазево. Меркурий верхом на Пегасе
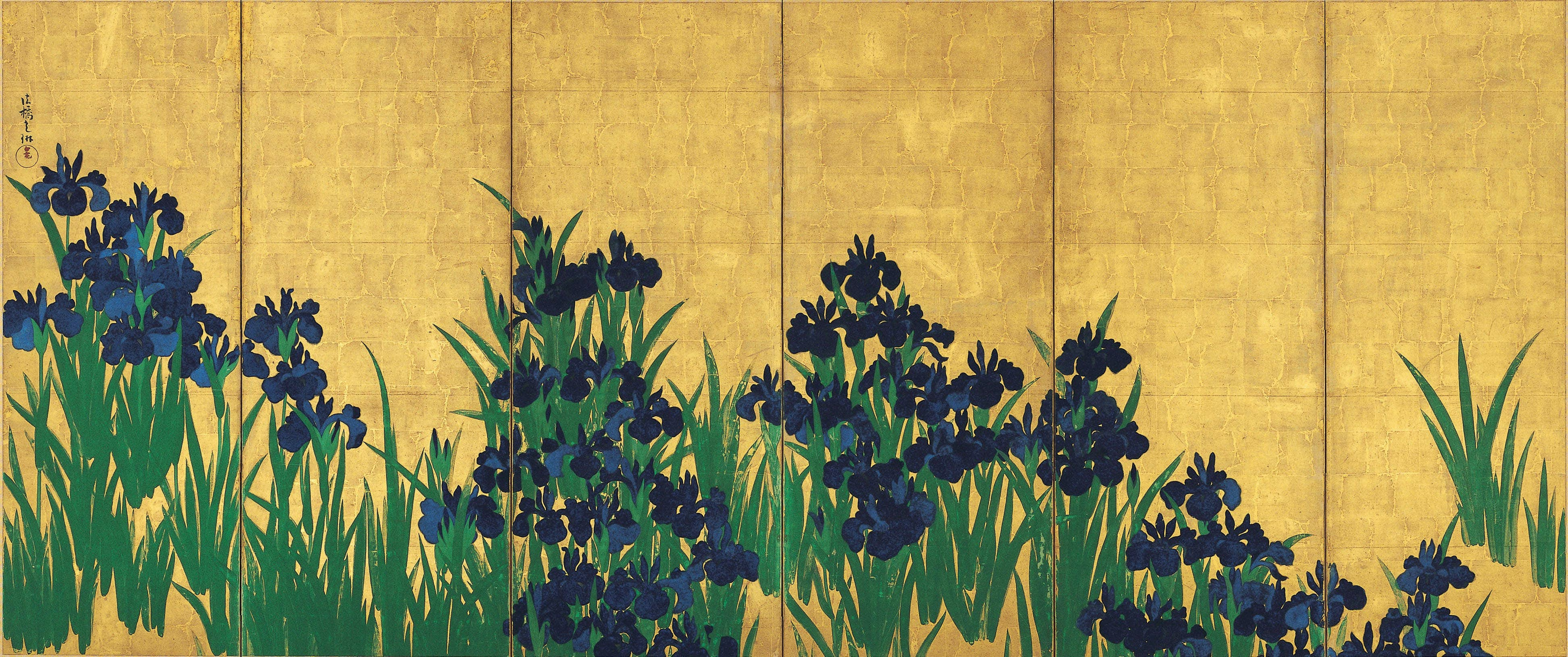
О. Корин. Ирисы
О. Корин. Ирисы

## Родились
| День рождения | Место рождения                              | Персона                      | Специализация                   |
| ------------- | ------------------------------------------- | ---------------------------- | ------------------------------- |
| 12 января     | Дуэ, королевство Франция                    | Жак Андре Жозеф Авед         | художник                        |
| 10 февраля    | Анкона, Папская область                     | Карло Маркьонни              | художник, скульптор, архитектор |
| 31 июля       | Доль, королевство Франция                   | Жан-Дени Аттире              | художник, иезуит-миссионер      |
| 15 августа    | Питильяно, великое герцогство Тосканское    | Франческо Дзуккарелли        | художник                        |
| 14 сентября   | Болонья, Папская область                    | Эрколе Лелли                 | художник, скульптор             |
| 22 декабря    | Женева, Швейцария                           | Жан-Этьен Лиотар             | художник                        |
| —             | Леуварден, Республика Соединённых провинций | Маттийс Аккама               | художник                        |
| —             | Париж, королевство Франция                  | Пьер-Александр Авелен        | художник, портретист, гравёр    |
| —             | Эббс, Священная Римская империя             | Иоганн Вольфганг Баумгартнер | художник                        |
| —             | Рим, Папская область                        | Плачидо Костанци             | художник                        |
| —             | Новгород, Русское царство                   | Андрей Матвеевич Матвеев     | художник, портретист            |
| —             | Лондон, королевство Англия                  | Сэмуэль Скотт                | художник, пейзажист             |
| —             | Лондон, королевство Англия                  | Джеймс Сеймур                | художник, анималист             |
| —             | Свидница, Священная Римская империя         | Йожеф Ленард Вебер           | художник                        |

## Умерли
| День смерти | Место смерти                             | Персона           | Специализация                   |
| ----------- | ---------------------------------------- | ----------------- | ------------------------------- |
| 8 марта     | Гаага, Республика Соединённых провинций  | Ян де Бан         | художник, портретист            |
| 11 марта    | Ричмонд, королевство Англия              | Марселлус Ларон   | художник, гравёр                |
| 10 мая      | Рим, Папская область                     | Антонио Герарди   | художник, архитектор, скульптор |
| 17 мая      | Мортлейк, королевство Англия             | Ян Вик            | художник, баталист              |
| 16 апреля   | Алкмар, Республика Соединённых провинций | Николаес де Вре   | художник                        |
| 22 июля     | Генуя, Генуэзская республика             | Филиппо Пароди    | скульптор                       |
| —           | Милан, Миланское герцогство              | Федерико Аньелли  | гравёр                          |
| —           | Мадрид, королевство Испания              | Исидоро Арредондо | художник                        |
| —           | Стокгольм, королевство Швеция            | Дидрик Мёллерум   | художник, портретист            |
| —           | Милан, Миланское герцогство              | Бернардо Раккетти | художник                        |